# Vera Mendes
Vera Mendes là một đô thị thuộc bang Piauí, Brasil. Đô thị này có diện tích 310,368 km², dân số năm 2007 là 3170 người, mật độ 10,21 người/km².